# Npj Quantum Information
npj Quantum Information — це рецензований міждисциплінарний науковий журнал із відкритим доступом, присвячений публікації найкращих досліджень квантової інформації, включаючи квантові обчислення, квантові комунікації та квантову теорію інформації. Журнал охоплює квантову інформатику, включаючи квантово-механічні аспекти обчислень, комунікацій, теорії інформації, метрології, зондування та криптографії.

## Історія
Журнал був заснований у 2015 році і публікується видавництвом Nature Portfolio у формі онлайн-журналу.
Його започаткуванню посприяв міністр освіти Австралії Крістофер Пайн.

## Цілі та сфера застосування
Області, які охоплюються, включають, але не обмежуються квантовими обчисленнями та квантовою комунікацією, включаючи твердотільні та оптичні пристрої, надпровідні схеми, системи атомних та іонних пасток, топологічні квантові обчислення, атомні дефекти в твердих тілах, гібридні квантові схеми, квантову електродинаміку порожнини, надпровідні резонатори, оптичні порожнини, механічні системи, джерела одиночних фотонів і детектори, інженерні підходи для масштабування, квантова метрологія, квантове зондування, квантове керування, квантові мережі, квантова корекція помилок, архітектури та квантові алгоритми.
Журнал сподівається розвивати та заохочувати глобальний обмін ідеями між фізиками, комп’ютерниками, матеріалознавцями, інженерами, математиками та іншими дослідниками, які активно працюють на кордоні цієї різноманітної галузі.

## Редакційна колегія
Головний редактор — Свен Родж (Університет Нового Південного Уельсу) та Майкл Бреммер (University of Technology Sydney). Першим головним редактором була Мішель Сіммонс (Університет Нового Південного Уельсу).

## Реферування та індексування
Журнал реферується та індексується в Current Contents/Physical Chemical and Earth Sciences, Science Citation Index Expanded, і Scopus.
Згідно з Journal Citation Reports, імпакт-фактор журналу на 2020 рік становить 7,385.